# إيكو نايت
إيكونايت (بالإنجليزية: Echo Night)‏ ، هي لعبة فيديو من إنتاج شركة فروم سوفت وير، نشر في اليابان عام 1998 ، وتلتها الولايات المتحدة عام 1999م، وهي لعبة من صنف مغامرة رسومية ورعب البقاء، وهي الجزء الأول من سلسلة ألعاب الرعب لسلسلة إيكونايت.